# Theatrum Orbis Terrarum
El Theatrum Orbis Terrarum és considerat el primer atles modern. Va ser fet per Abraham Ortelius i editat per primera vegada el 20 de maig de 1570, al Marquesat d'Anvers de les Disset Províncies, avui a Bèlgica.

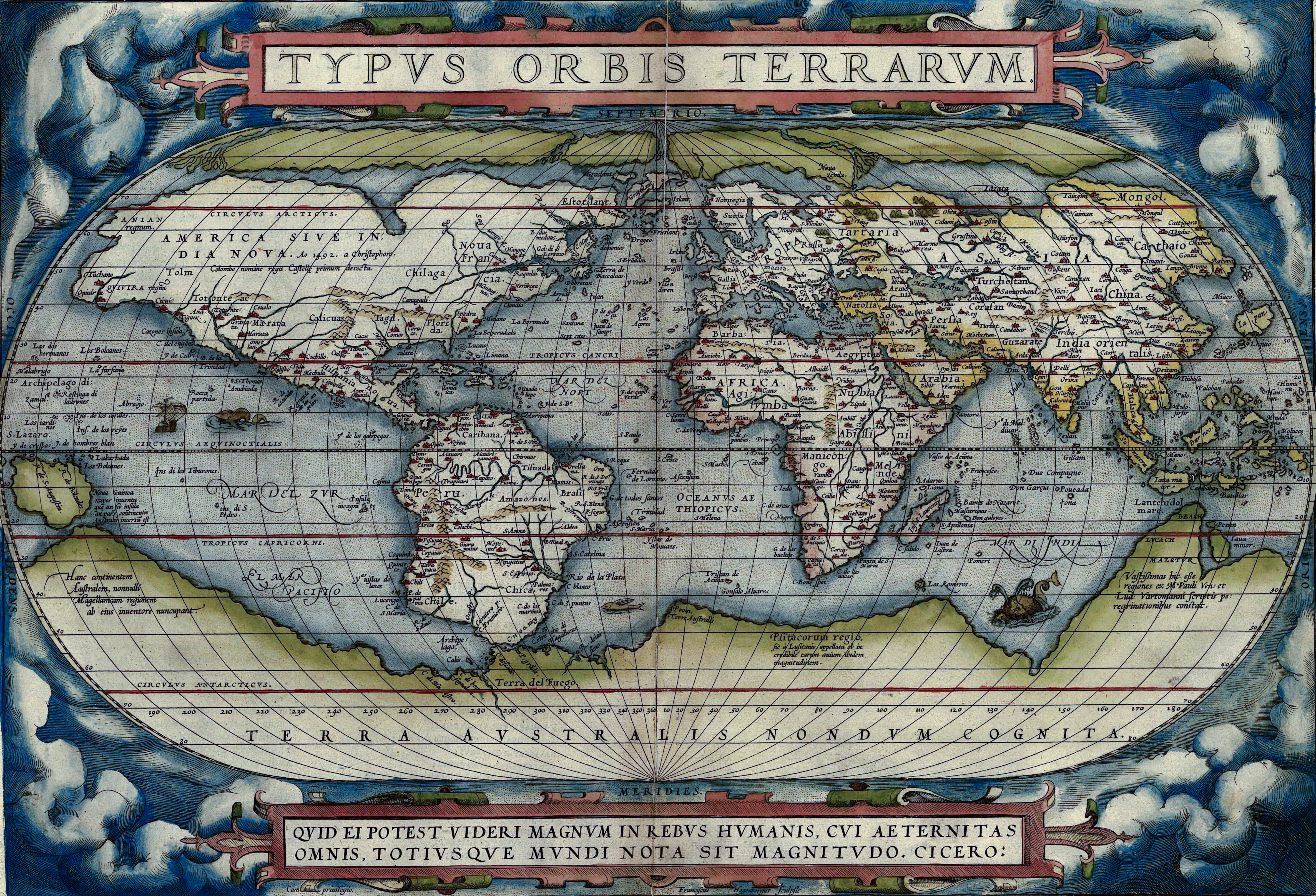
Mapamundi d'Abraham Ortelius publicat dins el Theatrum Orbis Terrarum '(1570)

Des de la seva primera impressió, l'atles va ser regularment revisat i ampliat pel seu autor en les edicions i formats en què va ser reeditat, fins a la seva mort el 1598. De 70 mapes i 87 referències bibliogràfiques en la seva primera edició de 1570, va eixamplar-se al llarg de les seves 31 edicions fins a arribar a 167 mapes i 183 referències l'any 1612, en set llengües: neerlandès (1571), alemany (1572), francès (1572), castellà (1588), anglès (1606) i italià (1608). A més, van editar-se cinc suplements, que Ortelius va titular Additamenta.
El 1629 Willem Blaeu va ampliar els seus fons de mapes amb la compra de les planxes utilitzades per Abraham Ortelius per al Theatrum Orbis Terrarum. Als anys posteriors, la família Blaeu continuà editant el treball d'Ortelius sota un títol similar, Theatrum Orbis Terrarum, sive Atlas Novus. Posteriorment aquest atles i les seves reedicions s'han anomenat Atlas Novus o Atlas Maior.

## Índex de Mapes inclosos en l'obra

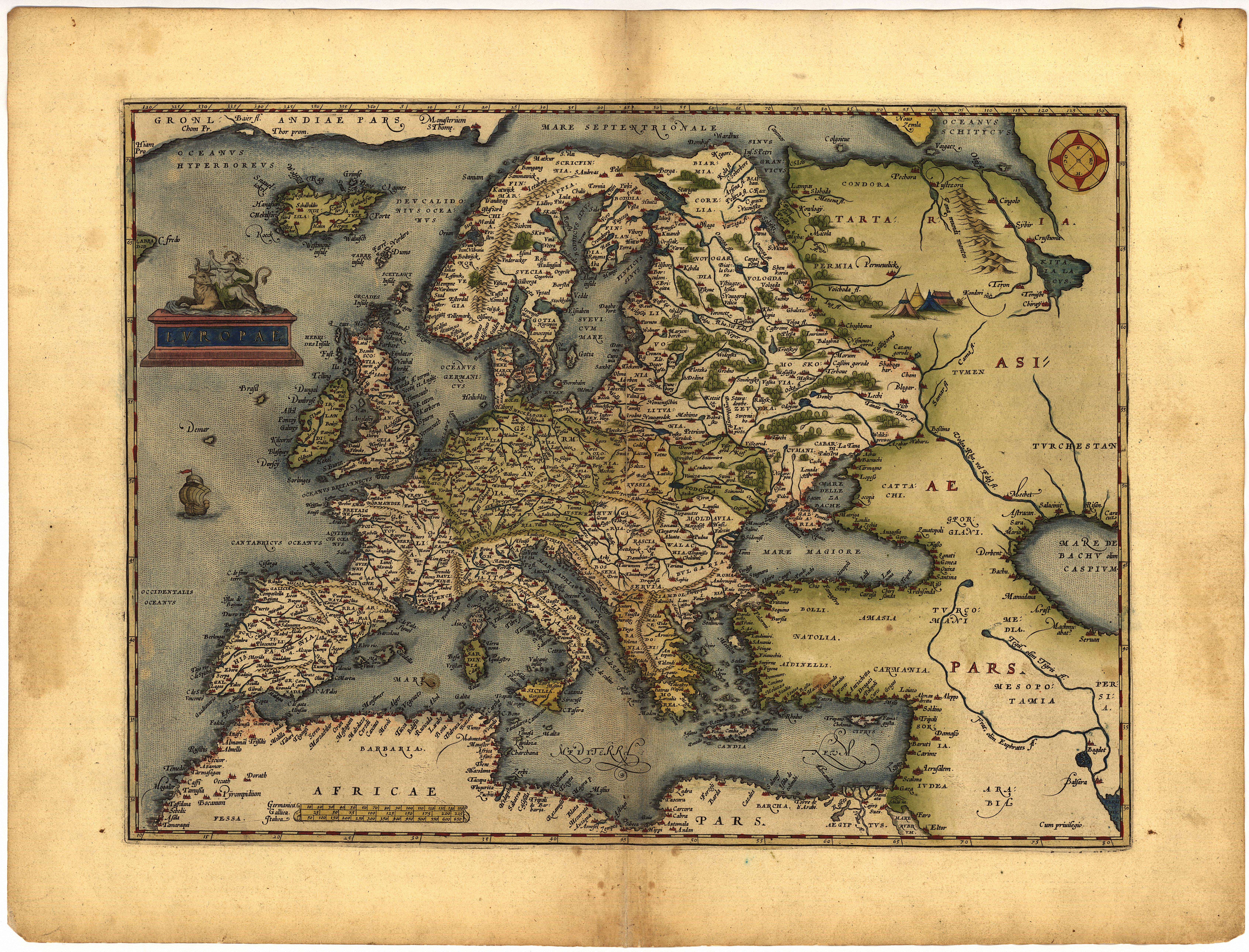
Mapa d'Europa segons Abraham Ortelius el 1572.

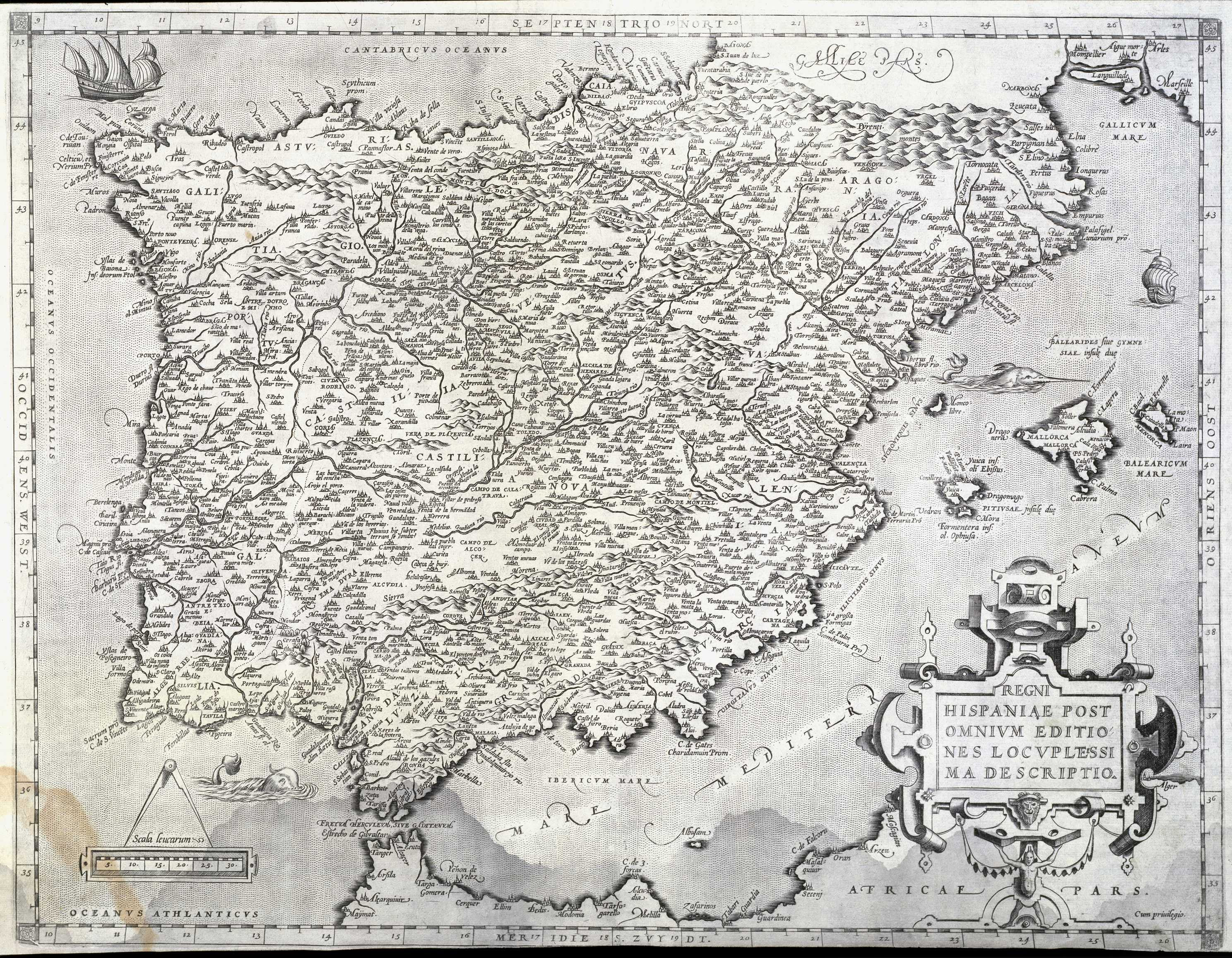
«Regni Hispaniae post omnium editio locupletissima Descriptio», Abraham Ortelius, Theatrum Orbis Terrarum 1572.

Llistat en el mateix ordre en què apareix a l'obra, a l'edició espanyola de 1588:
- El Orbe de la Terra
- Europa
- Àsia
- Àfrica
- L'Orbe Nou
- Nova Espanya
- Culiacana província, Cuba espanyola
- Perú
- Illes de Bretanya
- Escòcia
- Anglaterra
- Cambria o Wallia
- Irlanda
- Les Illes Açores
- Espanya
- Portugal
- El territori de Sevilla
- El Reino de València
- Cadis
- Gàl·lia
- Pictavia, Poictou
- La regió de Bourges
- El Ducat d'Anjou
- Calez i Bolonya
- Picardia
- La costa de la Gàl·lia Narbonense
- El Comtat de Borgonya
- El Ducat de Borgonya
- Alemanya
- Baixa Alemanya
- El Ducat de Lutzenburg
- Comtat de Gueldre
- El Principat de Lieja
- Ducat de Brabant
- Comtat de Namur
- Hannonia
- Artèsia
- Comtat de Flandes
- Comtat de Zelanda
- Comtat d'Holanda
- Frisia occidental
- Frisa oriental
- Dania o Denemarca
- Theitmarsia, les Illes Wandalicas
- Westfàlia
- Saxònia
- El Comtat de Mansfeldia
- Hassi, Holsatia
- Turíngia, Misnia
- Bhuchavia o Buchonia, Waldeccia comtat
- Francònia, el bisbat Monasteriense
- Bohèmia
- Silèsia
- Moràvia
- Àustria
- El bisbat Salsburgense
- Bavària
- Nortgoia o Palatinat de Bavària, el territori argentinense
- El ducat de Wirtemberg
- El Cercle de Suevia, El territori Basileense
- Helvetia
- El Comtat de Tirol, Gorithia, etc.
- Itàlia
- Forum Iulii, en vulgar Friül
- Domini de la ciutat de Verona
- El Ducat de Milà
- El territori de Cremona
- La regió de Piemont
- Territori de Pàdua i Pulla
- Llac de Como, territori de la ciutat de Roma
- Toscana
- Territori de Perusa
- Territori de Siena
- El Regne de Nàpols
- Sicília
- Candia, antigament Creta
- Xipre, Stalimene, antigament Lemnos
- Grècia
- Il·líria
- Schlavoniae, Croatiae ...
- El Ducat de Caríntia i Palatinat de Gorizia
- Hongria
- Transsilvània
- El Regne de Polònia
- Prússia
- Livònia, Pomerània, ecc.
- Romania
- Escàndia, o regions septentrionals
- Rússia
- Tartària, o Imperi d'al Gran Chamo
- Xina
- Índia
- Regne de Pèrsia, o Imperi dels Sophie
- L'Imperi túrcicas
- Terra Santa
- Natoli ..., Egipte, el Port Carthaginense
- Imperi dels abissinos o del presti Ioan
- Berveria, i Biledulgerid